# Johanna I van Auvergne
Johanna I van Auvergne (8 mei 1326 - Vadans, 29 september 1360), ook Johanna van Boulogne genoemd, was van 1332 tot aan haar dood gravin van Auvergne en Boulogne en van 1350 tot aan haar dood koningin-gemalin van Frankrijk. Ze behoorde tot het huis Auvergne. 

## Levensloop
Johanna was de dochter van graaf Willem XII van Auvergne en diens echtgenote Margaretha, dochter van graaf Lodewijk van Évreux en zus van koning Filips III van Navarra. Na de dood van haar vader in 1332 erfde ze de graafschappen Auvergne en Boulogne. 
In 1338 huwde Johanna met Filips van Bourgondië (1323-1346), zoon van hertog Odo IV van Bourgondië en gravin Johanna III van Bourgondië. Filips was in het recht van Johanna graaf iure uxoris van Auvergne en Boulogne. 
Ze kregen drie kinderen:
- Johanna (1344–11 september 1360), gehuwd met Amadeus VI van Savoye en na ontbinding van het huwelijk kloosterzuster in Poissy[1]
- Margaretha (1345), jong gestorven
- Filips van Rouvres (1346-1361), hertog van Bourgondië, graaf van Auvergne en graaf van Boulogne

Na de dood van haar eerste echtgenoot huwde Johanna op 13 februari 1350 met Jan II van Frankrijk die koning van Frankrijk werd toen zijn vader, Filips VI op 22 augustus 1350 aan de pest bezweek. Johanna liet de zorg vanhet regentschap volledig over aan haar man. Een jaar later werd Johanna gekroond tot koningin-gemalin van Frankrijk. Het was voor beide echtelieden hun tweede huwelijk: Jans eerste echtgenote Bonne van Luxemburg was namelijk bezweken aan de Zwarte Dood en liet hem acht kinderen na. Hierdoor moest er weinig druk op Johanna gelegd worden om een zoon en erfopvolger te produceren. 
Johanna en Jan II kregen niettemin drie kinderen:
- Blanca (1350), jong gestorven
- Catharina (1352), jong gestorven
- een naamloze zoon (1353), jong gestorven

Het zeer jong overlijden van haar drie kinderen schokte haar zo dat ze zich een tijdlang terugtrok in de abdij van Maubuisson bij Pontoise. Gelouterd en gezond keerde ze terug naar Bourgondië om zich te wijden aan het wel van de drie kinderen uit haar eerste huwelijk.

### Johanna en Margaretha
Te Beaune ontmoette ze in juli 1354 Margaretha van Frankrijk. Ze kenden mekaar van familiebijeenkomsten gezien Margaretha de dochter van de Franse koning Filips V was en daardoor een schoonzus van wijlen Odo IV. De dames onderhandelden een huwelijksovereenkomst tussen Filips van Rouvres en Margaretha van Male, de kleindochter van Margaretha van Frankrijk. Het contract werd op 6 augustus 1354 door de verschillende partijen in Vincennes ondertekend. Margaretha van Frankrijk trad op als gevolmachtigde van haar zoon Lodewijk van Male en haar kleindochter Margaretha. Johanna leidde de Bourgondische delegatie, gesteund door haar oom, kardinaal Guy van Boulogne, aartsbisschop van Lyon. 
De Franse koning had er alle belang bij om dit huwelijk goed te keuren. Hij wilde het rijke maar rumoerige Vlaanderen zo beter in het gareel te houden en te verbinden met Frankrijk. Tegelijkertijd wilde men het huwelijk van de oudere zus van Filips, Johanna, met de graaf van Savoye ontbinden. Dat was, ondanks de jeugdige leeftijd van Johanna en haar onvoltrokken huwelijk, een hachelijke onderneming. Konings kinderen waren geen van beiden gezond en Filips V wilde vermijden dat de erfenis van Bourgondië in handen van Savoye zou vallen.

### Overlijden
In 1360 stierf Johanna I van Auvergne in het kasteel van Argilly in Vadans aan de pest, waarna ze werd bijgezet in de Kathedraal van Saint-Denis in Parijs. Haar bezittingen werden geërfd door haar zoon Filips.

## Voorouders
| Voorouders van Johanna I van Auvergne | Voorouders van Johanna I van Auvergne                                      | Voorouders van Johanna I van Auvergne                                      | Voorouders van Johanna I van Auvergne                                      | Voorouders van Johanna I van Auvergne                                      | Voorouders van Johanna I van Auvergne                                     | Voorouders van Johanna I van Auvergne                                     | Voorouders van Johanna I van Auvergne                                   | Voorouders van Johanna I van Auvergne                                   |
| ------------------------------------- | -------------------------------------------------------------------------- | -------------------------------------------------------------------------- | -------------------------------------------------------------------------- | -------------------------------------------------------------------------- | ------------------------------------------------------------------------- | ------------------------------------------------------------------------- | ----------------------------------------------------------------------- | ----------------------------------------------------------------------- |
| Overgrootouders                       | Robert VI van Auvergne (1250-1314) ∞ Beatrix van Montgascon (-)            | Robert VI van Auvergne (1250-1314) ∞ Beatrix van Montgascon (-)            | Robert van Clermont (1256-1317) ∞ 1272 Beatrix van Bourbon (1257-1310)     | Robert van Clermont (1256-1317) ∞ 1272 Beatrix van Bourbon (1257-1310)     | Filips III van Frankrijk (1245-1285) ∞ 1262 Maria van Brabant (1254-1321) | Filips III van Frankrijk (1245-1285) ∞ 1262 Maria van Brabant (1254-1321) | Filips van Artesië (1269-1298) ∞ Blanche van Bretagne (1270-1327)       | Filips van Artesië (1269-1298) ∞ Blanche van Bretagne (1270-1327)       |
| Grootouders                           | Robert VII van Auvergne (1282-1325) ∞ 1303 Blanche van Bourbon (1281-1304) | Robert VII van Auvergne (1282-1325) ∞ 1303 Blanche van Bourbon (1281-1304) | Robert VII van Auvergne (1282-1325) ∞ 1303 Blanche van Bourbon (1281-1304) | Robert VII van Auvergne (1282-1325) ∞ 1303 Blanche van Bourbon (1281-1304) | Lodewijk van Évreux (1276-1319) ∞ Margaretha van Artois (1285-1311)       | Lodewijk van Évreux (1276-1319) ∞ Margaretha van Artois (1285-1311)       | Lodewijk van Évreux (1276-1319) ∞ Margaretha van Artois (1285-1311)     | Lodewijk van Évreux (1276-1319) ∞ Margaretha van Artois (1285-1311)     |
| Ouders                                | Willem XII van Auvergne (1300-1332) ∞ Margaretha van Évreux (1307-1350)    | Willem XII van Auvergne (1300-1332) ∞ Margaretha van Évreux (1307-1350)    | Willem XII van Auvergne (1300-1332) ∞ Margaretha van Évreux (1307-1350)    | Willem XII van Auvergne (1300-1332) ∞ Margaretha van Évreux (1307-1350)    | Willem XII van Auvergne (1300-1332) ∞ Margaretha van Évreux (1307-1350)   | Willem XII van Auvergne (1300-1332) ∞ Margaretha van Évreux (1307-1350)   | Willem XII van Auvergne (1300-1332) ∞ Margaretha van Évreux (1307-1350) | Willem XII van Auvergne (1300-1332) ∞ Margaretha van Évreux (1307-1350) |